# Stylogaster murielae
Stylogaster murielae är en tvåvingeart som beskrevs av Camras 1967. Stylogaster murielae ingår i släktet Stylogaster och familjen stekelflugor.
Artens utbredningsområde är Ecuador. Inga underarter finns listade i Catalogue of Life.